# Chemin de fer Taulignan-Grignan-Chamaret
Le Chemin de fer Taulignan - Grignan - Chamaret (TGC) est un chemin de fer secondaire à voie métrique qui a fonctionné dans le département de la Drôme  entre 1907 et 1932. Il reliait les trois villes de   Taulignan, Grignan et Chamaret. La longueur de la ligne est de 11 kilomètres.

## Histoire
Cette ligne a été concédée à Adrien Greffe le 23 décembre 1903 et déclarée d'utilité publique par décret le 28 février 1904. La ligne est ouverte la circulation le 16 novembre 1906. Le conducteur des Ponts et Chaussées Baptiste Greffe, qui fut architecte-voyer de Montélimar en 1870-1880, a travaillé sur le projet de cette ligne, mentionné dans ses états de service qui figurent au dossier de l'attribution de sa Légion d'Honneur en décembre 1903.
La Compagnie du Chemin de fer Taulignan-Grignan-Chamaret est substituée à Monsieur Adrien Greffe comme concessionnaire d'un tramway entre ces villages par décret signé le 4 décembre 1907, comme fixé par la convention de concession.
En 1925, la Régie des chemins de fer de la Drôme reprend l'exploitation de la ligne le département s'en étant rendu acquéreur.
En 1928, la ligne est fermée puis, en 1932, la ligne est supprimée et remplacée par un service routier.

## Caractéristiques

### Connexion avec d'autres réseaux
La gare de Chamaret donnait correspondance à la ligne de Pierrelatte à Nyons du réseau PLM.

## Exploitation

### Matériel roulant
- 2 Locomotives Nos 1 et 2, type 030T, Corpet-Louvet 1907, numéros de construction 1129-1130 ;
- 1 Voiture à voyageurs et quelques wagons de marchandises.

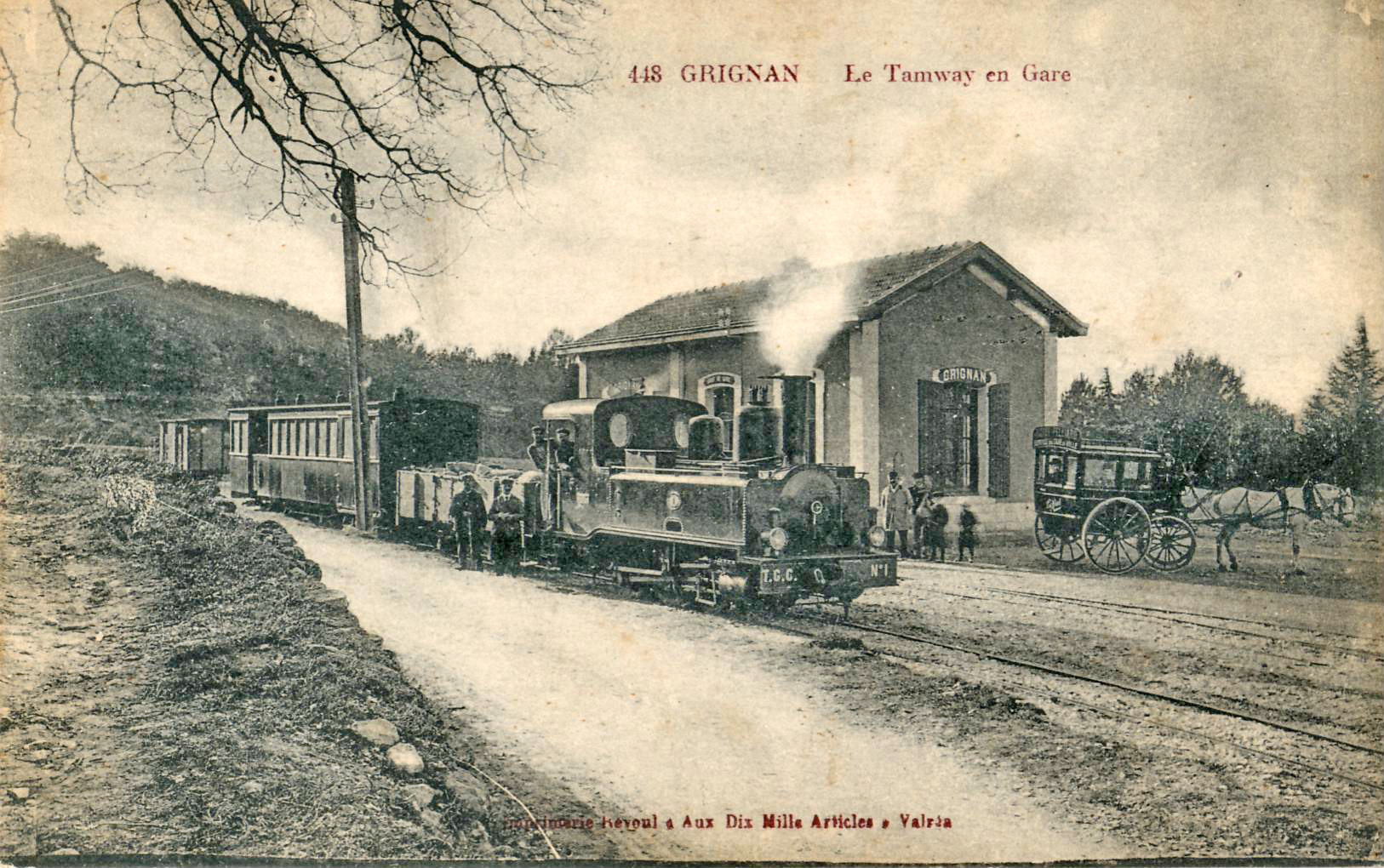
Locomotive no 1 en gare de Grignan